# Matteo Salvini
Matteo Salvini (født 9. marts 1973 i Milano, Italien) er en italiensk politiker, der er formand for det højrepopulistiske parti, Lega. Salvini var indenrigsminister fra 1. juni 2018 til 5. september 2019, og har siden oktober 2022 været transportminister. 
Han blev gift med Fabrizia Ieluzzi i 2003, men blev skilt i 2010. I 2015 blev han gift med Elisa Isoardi indtil 2018, hvor han blev skilt igen.
1. ↑  Navnet er anført på bokmål og stammer fra Wikidata hvor navnet endnu ikke findes på dansk.